# Costas Foudas
Costas Foudas (griechisch Κωνσταντίνος Φουντάς), auch Costas Fountas oder Konstantinos Fountas, (* 14. Januar 1958) ist ein griechischer Teilchenphysiker und seit 1. Januar 2025 Präsident des CERN-Rates.

## Leben
Foudas wurde 1989 an der Columbia University in New York promoviert. In seiner Doktorarbeit widmete er sich der Vermessung von tiefinelastischer Neutrinostreuung mit gegensätzlich geladenen Myonen im Endzustand mittels des CCFR Detektors am Fermilab. Bis 2000 war er an der University of Wisconsin angestellt, danach arbeitete er bis 2010 als Reader für Hochenergiephysik am Imperial College London. 2009 wurde er an der Universität Ioannina zum Professor berufen und leitet dort die Hochenergiephysikgruppe. 2024 wurde er vom CERN-Rat zu dessen Vorsitzenden gewählt, seine Amtszeit begann am 1. Januar 2025 und er folgt in dieser Position Eliezer Rabinovici.

## Wirken
Foudas Forschungsschwerpunkte liegen in der tiefinelastischen Neutrinostreuung, der Entwicklung von Elektronik für Datenerfassung und Triggersysteme, Wirkungsquerschnittsmessungen für Jets und der Suche nach neuer Physik. Insbesondere arbeitete er am Datenerfassungssystem des CCFR Experimentes des Fermilab, dem Triggersystem des ZEUS Experimentes am DESY und mehreren Triggersystem des CMS Detektors am CERN.
Er ist Autor von über 1600 wissenschaftlichen Veröffentlichungen, die insgesamt über 200.000 mal zitiert wurden.